# Yokonami Kuroshio Line
La Yokonami Kuroshio Line (横浪黒潮ライン, Yokonami Kuroshio Rain) est une route se situant dans la préfecture de Kōchi et reliant la ville de Tosa à la ville de Susaki et qui lie la péninsule Yokonami. On l'appelle aussi Yokonami Skyline. 

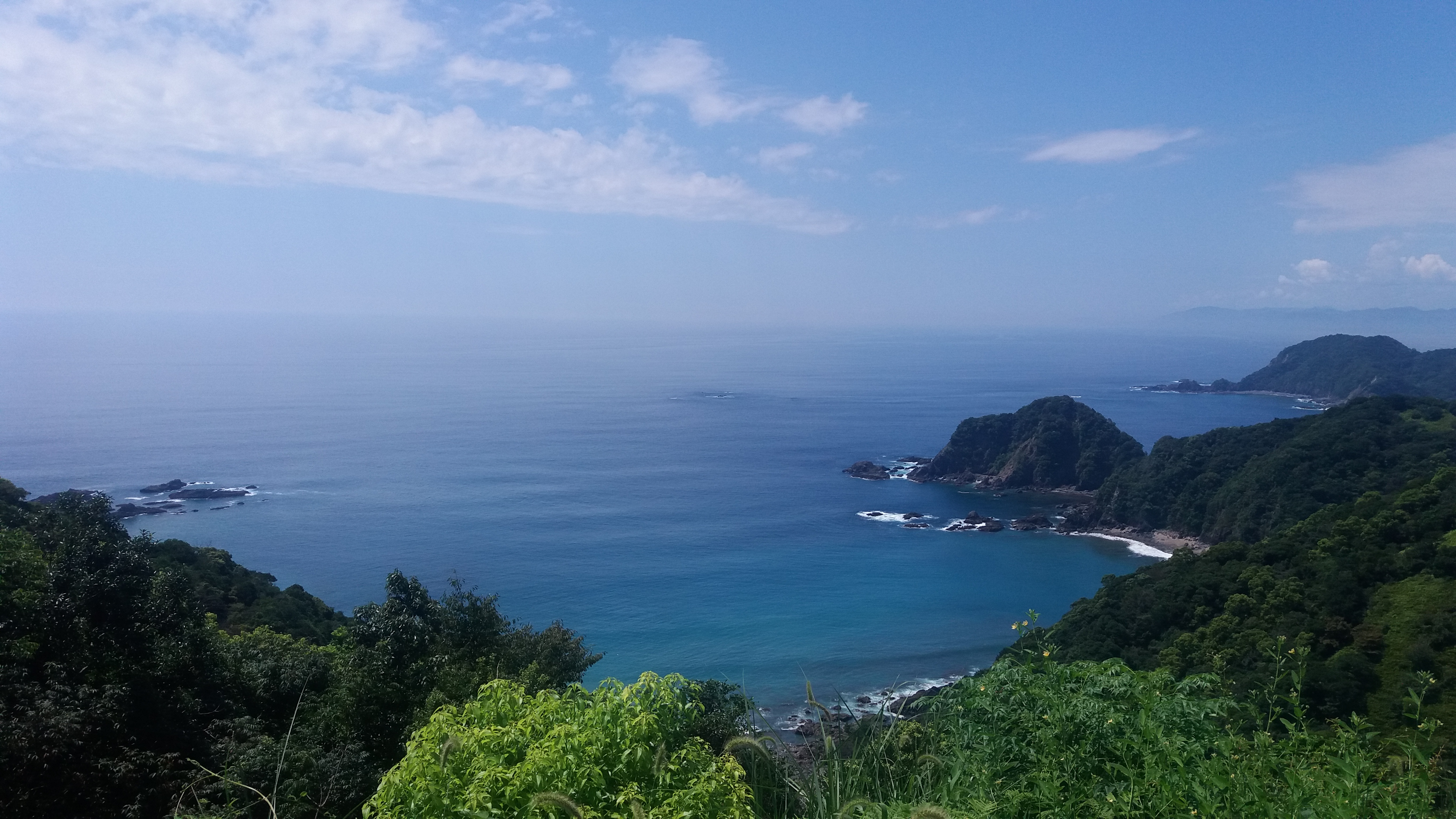
Vue de la Yokonami Kuroshio Line

## Description

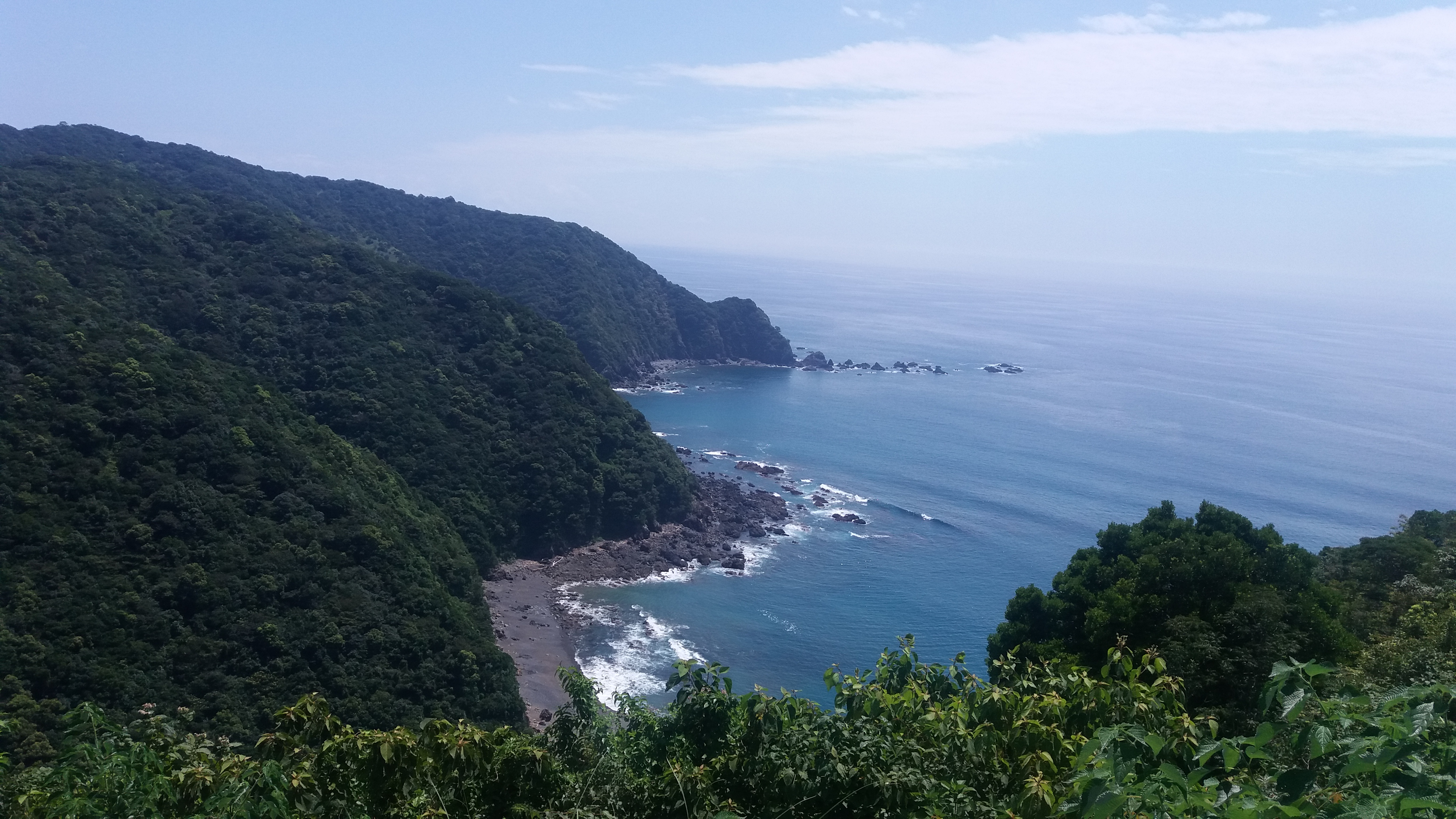
Vue de la Yokonami Kuroshio Line

La Yokonami Kuroshio Line est une route qui s'étend sur 19 km et longe le Sud de la falaise de la péninsule Yokonami qui s’allonge d’Est en Ouest sur la baie de Tosa. À l’extrémité Est, on retrouve le commencement de la baie d'Uranouchi qui traverse Usa Ôhashi et qui se dirige vers l’Ouest et s’étend jusqu’à la côte la plus profonde de la baie d'Uranouchi. Autrefois, la route Yokonami était une route payante. Afin de pouvoir passer, il fallait donc s’acquitter d’un droit de passage de 260 yen. Depuis le 12 décembre 1998 ce tronçon de route est devenu gratuit. 
Le long de la route, on peut voir un aber qui a une forme complexe. C'est une route montagneuse et de basse altitude. Au Sud on peut voir la statue de Takechi Hanpeita. La Yokonami Kuroshio Line, que l'on appelle aussi « Yokonami Sanri », domine la baie d'Uranouchi au Nord d'où l'on peut observer les vagues. La Yokonami Skyline apparaît plusieurs fois dans le manga Shakotan Boogie. 